# Alfredo Condeixa Filho
Alfredo Condeixa Filho (Ribeirão Preto, 18 de março de 1914 – Ribeirão Preto, 16 de maio de 1990) foi um militar político brasileiro que ocupou os cargos de vice-prefeito e prefeito de Ribeirão Preto, além de ter sido Deputado Estadual e Federal.

## Biografia

### Infância
Alfredo Condeixa Filho nasceu em Ribeirão Preto em 18 de março de 1914. Em sua terra natal cresceu e estudou, frequentando escolas tradicionais da cidade, como Guimarães Junior e Otoniel Mota. Filho de Alfredo Condeixa e de Maria de Jesus Condeixa

### Juventude e carreira militar
Em 1932, quando completou 18 anos, entrou para o Centro de Instrução Militar da Força Pública de São Paulo. Posteriormente foi estudar na Escola de Oficiais do Rio de Janeiro.
Formou-se em Educação Física, e dentro das forças armadas, especializou-se como Mestre de Armas. Depois de promovido a Tenente, deixou a capital Guanabara, indo para a capital paulista. Em São Paulo foi instrutor de cadetes até 1943, quando foi postulado a Capitão e voltou para Ribeirão Preto, sua terra natal, onde, a pedido do Dr. Camilo de Mattos, criou o Batalhão do Educandário Quito Junqueira.
Transferido novamente para São Paulo, atuou na Casa Militar durante o governo de Luca Nogueira Garcez. Como Major, voltou para Ribeirão Preto, tornando-se Comandante do 3.º Batalhão do Interior, além de ocupar o cargo de diretor de esportes da Sociedade Recreativa de Esportes.

### Vida política
Deu início a carreira política em 1948, como vice-prefeito de José de Magalhães. Em 14 de novembro de 1950 foi promovido a Tenente-Coronel.
Em 1952 foi eleito pela primeira vez Prefeito de Ribeirão Preto. Ficou no cargo até 1955, quando foi eleito Deputado Estadual por São Paulo. Permaneceu como Deputado até 1958. Em 1960 retornou ao cargo de Prefeito Municipal, ficando a frente da cidade até 1963. Em 1966 foi eleito Deputado Federal. Durante sua vida, foi ainda Presidente da Companhia Mogiana de Estradas de Ferro.

### Morte
Alfredo Condeixa Filho morreu em 16 de maio de 1990, sendo enterrado no Cemitério da Saudade, em Ribeirão Preto.